# Халштатска култура
Халштатска култура означава археолошки период старијег гвозденог доба, који је добио име по великој и по налазима веома богатој некрополи у селу Халштат у Горњој Аустрији,. Прва археолошка ископавања на овом локалитету била су од 1848. до 1864. године (Рамсауер и Вон Сакен). До данас је на овој некрополи окривено укупно 2.500 гробова са богатим гробним прилозима на основу којих се врши подела на две фазе:
- старија фаза (од 800. до 600. године п. н. е.)
- млађа фаза (од 600. до 400. године п. н. е.)

У оквиру некрополе констатована су два начина сахрањивања, кремација и инхумација, које су практиковане истовемено.
Халштатска култура је била преовлађујућа култура западно и средњоевропска култура касног бронзаног доба (Халштат А и Халштат Б) од 12. века п. н. е. до 8. века п. н. е. и Европе из раног гвозденог доба (Халштат Ц и Халштат Д) од 8. века п. н. е. до 6. века п. н. е. развијајући се из културе поља са урнама из 12. века п. н. е.
Култура је била заснована на земљорадњи, али са великим уделом обраде метала, а до краја периода трговина са медитеранским културама је била такође доста заступљена. Друштво је било организовано по племенској основи, али се о томе врло мало зна.
Велика насеља, тј. градови су били утврђени, смештени на врховима брда са чврстим грађевинама и сабронзаним, сребрним и златарским радионицама. Градови су били ретки и постојало је само пар, док су насеља највећим делом била мала села.

## Подручје распростирања
Матично подручје ове културе представља алпска област, али је кулутра обухватила и средње и горње Подунавље, каои већи део средње и југозападне Европе. Поједини аутори везују настанак ове културе за Илире, а други за Келте. У овом периоду треба рачунати на формирање етничких категорија, у западној Европи доминантну етничку групу чине Келти, а у источној Скити, док се на Балкану јављају Трачани и Илири.
До 6. века п. н. е. култура се проширила на велико подручје делећи се на источну и западну, између којих је био већи део западне и централне Европе, све до Алпа и северне Италије. Делови Британије и Иберије укључени су у крајњу експанзију културе.

## Метални налази
У Халштатском периоду гвожђе је у широкој употреби, јављају се велики гвоздени мачеви, од којих најстарији подсећају на бронзане примерке. Јавља се и балчак од слоноваче украшен ћилибаром. Корице су вероватно биле израђене од дрвета или коже. Касније се појављују и кратки бодежи са »антенама« (волутастим украсима). Такође су се од гвожђа правили и врхови копаља и стрелица.
И даље су присутни бријачи и секире.
Украсни предмети:
- игле
- наруквице
- прстење
- копче за појас
- Фибуле

Златни накит се појављује ређе.
Очуван је приличан број златних посуда (пехари, зделе...) које углавном припадају Халштату Д.
Јављају се и бакарне и бронзане посуде.

## Халштатска керамика
Керамика углавном још увек није рађена на грнчарском витлу. Карактристичне су савршено глачане посуде, које имитирају металне форме. Орнаментика је урезивање и нешто ређе сликање црном, мрком или црвеном бојом. Заступљени су једноставни мотиви (троуглови, цик-цак линије итд). Појављују се и зооморфне и антропоморфне вазе, које су очигледно биле култног карактера.

## Пластика
Халштатска пластика је добро развијена. Омиљени мотиви су домаће животиње (бик, крава, коњ), као и барске птице, чије приказивање има симболички значај. Зооморфна и орнитоморфна пластика је од иловаче или метала (бронзе).

## Галерија
- Хаштатска огрлица
- Хаштатска керамика
- Келтска обућа од коже
- Рог за пиће
- Келтски предмети из Халштатског музеја
- Келтска Фибула